# Campeonato Mundial de Esqui Estilo Livre de 2013 - Slopestyle feminino
A prova do slopestyle feminino do Campeonato Mundial de Esqui Estilo Livre de 2013 foi disputada no dia 9 de março em Voss na Noruega. Participaram 21 atletas de 11 nacionalidades.

## Medalhistas
| Ouro              | Prata             | Bronze               |
| Kaya Turski (CAN) | Dara Howell (CAN) | Grete Eliassen (USA) |

## Resultados

### Qualificação
21 atletas participaram do processo qualificatório. As 12 melhores avançaram para a final.
| Pos. | Bib | Esquiadora                 | Nacionalidade  | Corrida 1 | Corrida 2 | Melhor | Notas |
| ---- | --- | -------------------------- | -------------- | --------- | --------- | ------ | ----- |
| 1    | 20  | Grete Eliassen             | Estados Unidos | 80.2      | 88.0      | 88.0   | Q     |
| 2    | 9   | Yuki Tsubota               | Canadá         | 72.6      | 85.4      | 85.4   | Q     |
| 3    | 1   | Tiril Sjåstad Christiansen | Noruega        | 81.8      | 29.0      | 81.8   | Q     |
| 4    | 3   | Kaya Turski                | Canadá         | 78.6      | 76.2      | 78.6   | Q     |
| 5    | 5   | Katie Summerhayes          | Grã-Bretanha   | 15.2      | 69.2      | 69.2   | Q     |
| 6    | 21  | Alexi Micinski             | Estados Unidos | 18.2      | 67.4      | 67.4   | Q     |
| 7    | 2   | Dara Howell                | Canadá         | 67.2      | 31.2      | 67.2   | Q     |
| 8    | 16  | Jamie Crane-Mauzy          | Estados Unidos | 4.4       | 65.0      | 65.0   | Q     |
| 9    | 6   | Dominique Ohaco            | Chile          | 62.8      | 30.2      | 62.8   | Q     |
| 10   | 8   | Natalia Slepecka           | Eslováquia     | 53.8      | 22.8      | 53.8   | Q     |
| 11   | 28  | Maiko Hara                 | Japão          | 32.4      | 52.2      | 52.2   | Q     |
| 12   | 10  | Anna Willcox-Silfverberg   | Nova Zelândia  | 16.0      | 46.4      | 46.4   | Q     |
| 13   | 19  | Reiko Oka                  | Japão          | 38.0      | 38.2      | 38.2   |       |
| 14   | 7   | Chiho Takao                | Japão          | 36.8      | 37.6      | 37.6   |       |
| 15   | 26  | Katrien Aerts              | Bélgica        | 35.4      | 31.0      | 35.4   |       |
| 16   | 18  | Zuzana Stromkova           | Eslováquia     | 18.8      | 33.8      | 33.8   |       |
| 17   | 23  | Lisa Zimmermann            | Alemanha       | 22.8      | DNS       | 22.8   |       |
| 18   | 12  | Sarah Pöppel               | Alemanha       | 10.4      | DNS       | 10.4   |       |
| 19   | 30  | Nina Rusten Andersen       | Noruega        | DNS       | DNS       | DNS    |       |
| 19   | 24  | Melanie Kraizel            | Chile          | DNS       | DNS       | DNS    |       |
| 19   | 17  | Anna Mirtova               | Rússia         | DNS       | DNS       | DNS    |       |

### Final
As 12 atletas disputaram no dia 9 de março a final da prova.
| Pos.              | Bib | Esquiadora                 | Nacionalidade  | Corrida 1 | Corrida 2 | Melhor |
| ----------------- | --- | -------------------------- | -------------- | --------- | --------- | ------ |
| Medalha de ouro   | 3   | Kaya Turski                | Canadá         | 14.2      | 89.6      | 89.6   |
| Medalha de prata  | 2   | Dara Howell                | Canadá         | 85.6      | 82.0      | 85.6   |
| Medalha de bronze | 20  | Grete Eliassen             | Estados Unidos | 81.2      | 78.4      | 81.2   |
| 4                 | 5   | Katie Summerhayes          | Grã-Bretanha   | 21.0      | 72.2      | 72.2   |
| 5                 | 9   | Yuki Tsubota               | Canadá         | 70.4      | 59.0      | 70.4   |
| 6                 | 21  | Alexi Micinski             | Estados Unidos | 64.6      | 29.0      | 64.6   |
| 7                 | 16  | Jamie Crane-Mauzy          | Estados Unidos | 10.0      | 61.6      | 61.6   |
| 8                 | 8   | Natalia Slepecka           | Eslováquia     | 19.8      | 56.8      | 56.8   |
| 9                 | 6   | Dominique Ohaco            | Chile          | 51.6      | 13.6      | 51.6   |
| 10                | 10  | Anna Willcox-Silfverberg   | Nova Zelândia  | 40.0      | 10.8      | 40.0   |
| 11                | 1   | Tiril Sjåstad Christiansen | Noruega        | 11.4      | 34.4      | 34.4   |
| 12                | 28  | Maiko Hara                 | Japão          | 21.2      | DNS       | 21.2   |

Legenda
| Recorde mundial       | Recorde mundial (World record)               |                       | Recorde africano                      | Recorde africano (African) |                                           | Q | Classificado por posição (Qualified) |
| Recorde do campeonato | Recorde do campeonato (Championship record)  | Recorde da América    | Recorde da América (Americas)         | q                          | Classificado por melhor tempo (Qualified) |   |                                      |
| Melhor marca do ano   | Melhor marca do ano (World leading)          | Recorde asiático      | Recorde asiático (Asian)              | DNS                        | Não largou (Did not start)                |   |                                      |
| Recorde nacional      | Recorde nacional (National record)           | Recorde europeu       | Recorde europeu (European)            | DNF                        | Não terminou (Did not finish)             |   |                                      |
| Recorde pessoal       | Recorde pessoal do atleta (Personal best)    | Recorde da Oceania    | Recorde da Oceania (Oceania)          | DSQ / DQ                   | Desclassificado (Disqualified)            |   |                                      |
| Recorde da temporada  | Recorde da temporada do atleta (Season best) | Recorde sul-americano | Recorde sul-americano (South America) | NM                         | Sem marca (No mark)                       |   |                                      |